# Lactobacillus namurensis
Lactobacillus namurensis è una specie di batterio appartenente alla famiglia delle Lactobacillaceae.